# Dusona kamathi
Dusona kamathi är en stekelart som beskrevs av Gupta 1977. Dusona kamathi ingår i släktet Dusona och familjen brokparasitsteklar. Inga underarter finns listade i Catalogue of Life.